# Penela da Beira
Penela da Beira ist eine Gemeinde (Freguesia) im portugiesischen Kreis Penedono. In ihr leben 321 Einwohner (Stand 19. April 2021).